# Православие в Ирландии
Православие в Ирландии — четвёртая по численности религиозная конфессия Ирландии.
Ирландия не относится к традиционно православным регионам Европы, так как после Великого церковного раскола 1054 года ирландские христиане остались в зоне влияния Римской церкви.

## История
Современная история православия в Ирландии началась когда после Февральской революции 1917 года небольшое количество русских эмигрантов прибыло в Ирландию.
В их числе был русский дворянин и бывший офицер Белой армии греческого происхождения Николай Курис, ставший первым православным священником Ирландии, когда в середине 1960-х годов его рукоположили в сан священника Русской Православной Церкви заграницей. Он стал служить среди русских белых эмигрантов, греческих иммигрантов и их потомков, родившихся уже в Ирландии. До своей смерти в августе 1977 года он активно занимался организацией православных часовен в Дублине, переводил книги и открыл школу русского языка в Коллоне.
В 2001 году в Дублине под эгидой Московского Патриархата был освящён приход Русской Православной Церкви Святого Петра и Павла в районе Гарольд-Кросс. В настоящее время на территории Ирландии действуют 7 приходов Русской Православной Церкви. Кроме того, Антиохийская Православная Церковь, Румынская Православная Церковь и Русская Православная Церковь Заграницей имеют представительства в Ирландии и продолжают расти.
Согласно переписи 2022 года, численность православных в Ирландии составляет 100,1 тысячи человек, что на 65 % больше, чем в 2016 и на 128 %, чем в 2011 году. Это составляет около 2 % от всего населения страны.